# Bare (musikal)
bare (stiliserat med liten begynnelsebokstav), även uppsatt under namnen bare: A Pop Opera och bare the musical, är en rockmusikal skriven av Jon Hartmere, Jr. och Damon Intrabartolo med låttexter av Hartmere och musik av Intrabartolo. Handlingen fokuserar på två gaykillar i high school och deras kamp vid den katolska internatskolan de studerar på.

## Uppsättningar
Musikalen hade urpremiär på Hudson Theatres i Los Angeles, Kalifornien, där den gick mellan oktober 2000 och 25 februari 2001. New York-produktionen av bare på American Theatre of Actors off-Broadway, spelades  från 19 april till 27 maj 2004. Både uppsättningen i Los Angeles och den i New York regisserades av Kristin Hanggi. bare sattes även upp i Houston den 6–21 juni 2008, då i regi av O'Dell Hutchison med musikalisk ledning av Luke Kirkwood. bare sattes upp i Kanada under sommaren 2009 på Hart House Theatre i Toronto, producerad av WatersEdge Productions Inc.. bare hade Australienpremiär i Sydney i september 2010 på The New Theatre, som en del av Sydney Fringe Festival. "bare" sattes även upp i Kansas City på Unicorn Theatre i maj 2009. Bare spelades på Black Box Theater (även känd som The Complex Performing Arts Center) i Putnam, Connecticut mellan 8 och 16 juli 2011. Den sattes upp av musikalstudenter från MacEwan University och Raw Mango Productions under teaterfestivalen Edmonton International Fringe Theatre Festival den 14–20 augusti 2011. bare har också spelats utanför Amerika på Filippinerna av universitetet Ateneo de Manila år 2009 samt en nypremiär med samma ensemble mellan 29 februari och 10 mars 2012 på teatern Teatrinoi shoppingcentret Greenhills i San Juan, Metro Manila. NUEMusic Theatre i York, England, satte upp musikalen den 1-3 mars 2012 i ett ombyggt kapell. Musikalen hade sedan premiär i Winnipeg på Winnipeg Fringe Theatre Festival i juli 2012. bare sattes under mars 2013 upp på Broward Center for the Performing Arts i Ft. Lauderdale, Florida, som en del av Broward Centers Prideprogram.
Off-Broadway-produktionen under 2012 av bare hade förhandsvisningar från 19 november till 8 december och hade officiell premiär den 9 december 2012 på New World Stages. Musikalen regisserades då av Stafford Arima.

### Musikalbum
Ett kit med tre skivor på CD och DVD av bare släpptes 30 oktober 2007. En nyinspelning planerade göras under 2013.

## Bare: A Pop Opera

### Sångnummer
| Akt I - Epiphany — Ensemble - You & I — Jason, Peter och skolelever - Role of a Lifetime — Peter - Auditions — Sister Chantelle & skolelever - Plain Jane Fat Ass — Nadia & Jason † - Wonderland — Lucas & skolelever - A Quiet Night at Home — Nadia - Rollin - Best Kept Secret — Jason & Peter - Confession — Prästen & skolelever - Portrait of a Girl — Ivy & Matt - Birthday, Bitch! — Skolelever - One Kiss — Ivy & Jason - Are You There? — Matt & Peter - 911! Emergency! — Virgin Mary & Cherubs - Reputation Stain'd — Skolelever - Ever After — Peter & Jason - Spring — Nadia - One — Ivy, Jason, Nadia, Matt och Peter | Akt II - Wedding Bells — Ensemble - In The Hallway — Skolelever - Touch My Soul — Ivy & Jason - See Me — Peter & Claire - Warning — Claire - Pilgrim's Hands — Jason, Peter och skolelever - God Don't Make No Trash — Sister Chantelle - All Grown Up — Ivy - Promise — Jason, Ivy, Matt, Peter och Nadia - Once Upon a Time — Jason - Cross — Jason & prästen - Two Households — Skolelever - Bare — Jason & Peter - Queen Mab — Peter - A Glooming Peace — Skolelever - Absolution — Peter - No Voice — Ensemble |

## bare the musical
bare the musical, en omarbetad version av  bare: A Pop Opera, började förhandsvisas Off-Broadway från 19 november 2012 och öppnade upp för allmän publik 9 december 2012 på New World Stages. Den bearbetade musikalen producerades av Paul Boskind, Randy Taradash, Gregory Rae, Carl D. White, Carollo & Palumbo LLC, och Martian Entertainment. Musikalisk ledning och extra musik till denna uppsättningen gjordes av Lynne Shankel och Jon Hartmere. Det kreativa teamet bestod av Stafford Arima, den Emmy-nominerade koreografen Travis Wall, Tony-prisvinnaren scenograf Donyale Werle, Tony-prisvinnande ljusdesignern Howell Binkley, kostymören Tristan Raines, ljuddesignern Keith Caggiano, William Cusick, och hårdesigner och sminkös Leah J. Loukas. Musikalen gjorde sin sista föreställning  3 februari 2013.

### Ändringar från popopera till musikal
Bland anledningarna till att man arbetade fram en nyversion av bare fanns en ökad medvetenhet hos allmänheten av mobbning, den politiska rörelsen för att legalisera homoäktenskap i USA, och en serie uppmärksammade självmord bland HBT-personer under åren efter uppsättningen från 2004. I en artikel ur Playbill uttrycker Stafford Arima, regissören av musikalversionen sina anledningar: "På grund av det som händer runt omkring oss därute i världen, och för det att vi har en nu levande författare till den här föreställningen, så känns det inte annat än logiskt att fortsätta utveckla pjäsen så att den bibehåller sitt hjärta, själ och kurage”.
Även om handlingen och budskapet i grunden är desamma, har en av de största ändringarna varit att byta format från popopera till fullfjädrad musikal. Jon Hartmere, som skrev manus och sångtexter kommenterade omarbetningen med att säga "Den största förändringen är ökat utrymme att utforska rollerna," … "Att lära känna karaktärerna lite bättre,… man behöver bara mer utrymme — man behöver rum för dramatiska scener, och jag ville personligen bara få komma in innanför skalet och undersöka dem steget längre." 
Hartmere, Arima, Lynne Shankel (musikalisk tillsyn), och Travis Wall (koreografi), analyserade showen och det resulterade i ändringar som att eleverna på St. Cecilia fick mer komplexitet i sina förhållanden, byte och borttagande av rollkaraktärer, tillägg och borttagande av sångnummer och införliva dagens teknik och sociala medier i föreställningen. Även om Damon Intrabartolo inte spelade en aktiv roll i den aktuella uppsättningen, samrådde Shankel med honom angående ändringarna för att kunna fullfölja hans främsta avsikt. 
Ledningen lade också till hur Peter och Jasons förhållande startade, tog bort aspekten av att de var rumskamrater, och överlämnade låten “Role of a Lifetime” från Peter till Jason. Nadia var inte längre överviktig, och har gjorts om till skolans utstötta och förbittrade knarklangare. Ivy har i den nya versionen bytt skola och dejtar nu Matt, skäl till att ge en mer underbyggd källa till Nadias ilska. Eleverna ställer till med en födesedagsfest för Jason istället för Ivy. Rollen som Peters mor togs bort, vars dramatiska aspekter införlivats till den framflyttade nunnan Syster Joan. Också tillagd till rollistan är rollen som Fader Mike. Båda ersätter liknande karaktärer från originalproduktionen.

### Sångnummer
Följande låtlista är hämtad från Playbill.
| Akt I - A Million Miles From Heaven † — Skolelever - You & I — Peter & Jason - Portrait of a Girl — Matt & Ivy - Easy Girls † †† — Jason, Nick, Beto, Zack, Alan, Madison, Vanessa, Ivy, Diane - Drive You Out Of Your Mind † — Nadia & skolelever - Best Kept Secret — Jason & Peter - You Don’t Know † — Nadia & Ivy - Best Friend † — Diane & Peter - Hail Mary † — Sr. Joan, Peter, Diane, Vanessa, Madison - I Meant To Tell You — Peter & Jason - Role of a Lifetime — Jason - One — Skolelever | Akt II - Confession — Fr. Mike & Skolelever - What If I Told † — Hela ensemblen - Kiss Your Broken Heart — Ivy - Are You There? — Matt & Peter - Pilgrim's Hands — Jason & Peter - You’re Not Alone † — Sr. Joan - All Grown Up — Ivy - Once Upon a Time — Jason - Cross — Jason & Fr. Mike - Bare — Jason & Peter - Absolution — Peter - No Voice — Skolelever & Sr. Joan |

† Musik av Lynne Shankel, text av Jon Hartmere
†† Bortplockad från repertoaren  före  premiären den 9 december